# Депутаты Сейма Польской Народной Республики I созыва
Список депутатов Сейма Польской Народной Республики I созыва, избранных на парламентских выборах 26 октября 1952 года.
Срок полномочий Сейма длился с 20 ноября 1952 года по 20 ноября 1956 года.
В Сейм избрано 425 депутатов, в том числе 74 женщины (что составляет 17,41 % всех депутатов). В предыдущем парламенте заседало всего 26 из 425 депутатов.
Парламентские выборы в Польше 1952 года, состоявшиеся 26 октября 1952 года на основании закона о выборах, принятого Законодательным Сеймом 1 августа 1952 года, прошли в атмосфере запугивания и настойчивой пропаганды. Они были полностью сфабрикованы специальной группой должностных лиц Министерства общественной безопасности во главе с полковником Анатолием Фейгиным и полковником Михалом (Моисеем) Таборыским. Реальные результаты выборов неизвестны. Все 425 мест достались недавно созданному Национальному фронту (переименованному в Фронт единства народа в 1956 году). Польская объединенная рабочая партия имела большинство, в дополнение к которой мандаты в рамках НФ гарантировались другими лицензированными партиями (Объединенная крестьянская партия и Демократическая партия) и группой беспартийных депутатов (в том числе от объединения «Пакс»).

## Распределение депутатских мандатов в рамках Фронта единства народа
| Лицензированные партии | Лицензированные партии                  | XI 1952 |
| ---------------------- | --------------------------------------- | ------- |
|                        | Польская объединенная рабочая партия    | 273     |
|                        | Объединенная крестьянская партия        | 90      |
|                        | Демократическая партия                  | 25      |
|                        | Другие организации Национального фронта | 37      |
| Всего                  | Всего                                   | 425     |

## Президиум Сейма I созыва
| Депутат                                                                    | Депутат                | Должность         | Фракция                              | Время в должности | Время в должности    | Время в должности    |
| Депутат                                                                    | Депутат                | Должность         | Фракция                              | Начало полномочий | Окончание полномочий | Окончание полномочий |
| -------------------------------------------------------------------------- | ---------------------- | ----------------- | ------------------------------------ | ----------------- | -------------------- | -------------------- |
|                                                                            | Люциан Рудницкий       | Сеньор-маршал     | Польская объединенная рабочая партия | 20 ноября 1952    | 20 ноября 1952       |                      |
| Сеньор-маршал председательствует на заседании Сейма до избрания Президиума |                        |                   |                                      |                   |                      |                      |
|                                                                            | Ян Дембовский          | Маршал Сейма      | Беспартийный                         | 20 ноября 1952    | 20 ноября 1956       |                      |
|                                                                            | Францишек Мазур        | Вице-маршал Сейма | Польская объединенная рабочая партия | 20 ноября 1952    | 20 ноября 1956       |                      |
|                                                                            | Юзеф Озга-Михальский   | Вице-маршал Сейма | Объединенная крестьянская партия     | 20 ноября 1952    | 20 ноября 1956       |                      |
|                                                                            | Станислав Кульчиньский | Вице-маршал Сейма | Демократическая партия               | 20 ноября 1952    | 20 ноября 1956       |                      |

## Государственный совет ПНР Сейма I созыва (1952—1957)
Государственный Совет Польской Народной Республики — орган государственной власти Польши, существовавший в 1947—1989 годах и выполнявший в 1952—1989 годах функции коллективного главы государства. Выборы Госсовета проводились Сеймом на его первом, после очередных выборов, заседании; члены Госсовета избирались из числа депутатов Сейма.
| Должность                            | Депутат                           | Депутат                     | Время в должности | Время в должности    | Годы жизни |
| Должность                            | Депутат                           | Депутат                     | Начало полномочий | Окончание полномочий | Годы жизни |
| ------------------------------------ | --------------------------------- | --------------------------- | ----------------- | -------------------- | ---------- |
| Председатель Государственного совета |                                   | Александр Завадский (ПОРП)  | 20 ноября 1952    | 20 февраля 1957      | 1899-1964  |
| Заместитель председателя             |                                   | Вацлав Барциковский (ДП)    | 20 ноября 1952    | 13 ноября 1956       | 1887-1981  |
| Заместитель председателя             |                                   | Ян Дембовский               | 20 ноября 1952    | 20 февраля 1957      | 1889-1963  |
| Заместитель председателя             |                                   | Стефан Игнар (ОКП)          | 20 ноября 1952    | 13 ноября 1956       | 1908-1992  |
| Заместитель председателя             |                                   | Францишек Мазур (ПОРП)      | 20 ноября 1952    | 20 февраля 1957      | 1895-1975  |
| Секретарь                            | Мариан Рыбицкий (ПОРП)            | 20 ноября 1952              | 27 апреля 1956    | 1915-1987            |            |
| Член                                 |                                   | Александр Юшкевич (ОКП)     | 20 ноября 1952    | 20 февраля 1957      | 1915-1975  |
| Член                                 |                                   | Хенрик Колодзейский         | 20 ноября 1952    | 18 апреля 1953       | 1884-1953  |
| Член                                 |                                   | Владислав Ковальский (ОКП)  | 20 ноября 1952    | 13 ноября 1956       | 1894-1958  |
| Член                                 |                                   | Виктор Клосевич (ПОРП)      | 20 ноября 1952    | 13 ноября 1956       | 1907-1992  |
| Член                                 | Стефан Матушевский (ПОРП)         | 20 ноября 1952              | 20 февраля 1957   | 1905-1985            |            |
| Член                                 | Зыгмунт Модзелевский (ПОРП)       | 20 ноября 1952              | 18 июня 1954      | 1900-1954            |            |
| Член                                 | Алисия Мусялова-Афанасьева (ПОРП) | 20 ноября 1952              | 20 февраля 1957   | 1911-1998            |            |
| Член                                 |                                   | Юзеф Нецько (ОКП)           | 20 ноября 1952    | 20 ноября 1953       | 1891-1953  |
| Член                                 |                                   | Роман Замбровский (ПОРП)    | 20 ноября 1952    | 19 мая 1955          | 1909-1977  |
| Член                                 | Ежи Альбрехт (ПОРП)               | 5 апреля 1955               | 20 февраля 1957   | 1914-1992            |            |
| Член                                 | Хилари Хельховский (ПОРП)         | 5 апреля 1955               | 20 февраля 1957   | 1908-1983            |            |
| Член                                 | Оскар Ланге (ПОРП)                | 5 апреля 1955               | 20 февраля 1957   | 1904-1965            |            |
| Секретарь                            | Станислав Скжешевский (ПОРП)      | 27 апреля 1956              | 20 февраля 1957   | 1901-1978            |            |
| Член                                 |                                   | Ян Доманьский (ОКП)         | 27 апреля 1956    | 20 февраля 1957      | 1898-1978  |
| Заместитель председателя             |                                   | Станислав Кульчиньский (ДП) | 13 ноября 1956    | 20 февраля 1957      | 1895-1975  |
| Член                                 |                                   | Болеслав Подедворный (ОКП)  | 13 ноября 1956    | 20 февраля 1957      | 1898-1972  |
| Заместитель председателя             | Чеслав Выцех (ОКП)                | 13 ноября 1956              | 20 февраля 1957   | 1899-1977            |            |

## Депутаты на конец каденции Сейма
Уставом Сейма не предусматривалось функционирование депутатских клубов, а вместо них были созданы воеводские депутатские группы:
| Депутатская группа столичного города Варшавы | Депутатская группа столичного города Варшавы | Депутатская группа столичного города Варшавы | Депутатская группа столичного города Варшавы |
| --- | --- | --- | --- |
| | | | |
| - Леон Адамовский - Ежи Альбрехт - Якуб Берман - Ян Дембовский | - Францишек Фидлер - Эугениуш Куявский - Оскар Ланге - Юзеф Марков | - Константы Рокоссовский - Станислава Рутковская - Зыгмунт Скибневский - Здзислав Скужыньский | - Роман Шыманьский - Антоний Трацикевич - Владислав Виха |
| Депутатская группа города Лодзи | | | |
| | | | |
| - Владислав Двораковский - Ванда Госьциминьская - Хенрик Яблоньский | - Ежи Йодловский - Казимеж Мияль - Корнелия Плевиньская | - Ян Птасиньский - Михалина Татаркувна-Майковская - Юзефа Ульковская | - Станислав Урбаньчик |
| Воеводская депутатская группа Белостокского воеводства | | | |
| | | | |
| - Мечислав Бодальский - Тадеуш Чистохорский - Николай Иванов - Эугения Крассовская | - Эугениуш Маковский - Эдварда Орловская - Павел Остасевич - Болеслав Подедворный | - Станислав Садовский - Влодзимеж Сокорский - Сергиуш Сороко - Тадеуш Стжалковский | - Ежи Штахельский - Гжегож Войцеховский - Ядвига Зубрицкая - Юзеф Зыхович |
| Воеводская депутатская группа Быдгощского воеводства | | | |
| | | | |
| - Антоний Альстер - Феликс Барановский - Францишек Блиновский - Анна Циханьская - Стефан Чарнецкий - Эугения Фурманяк - Тадеуш Геде                                                                       | - Станислава Ярошова - Антоний Кожицкий - Владислав Кжижаньский - Владислав Кузьняр - Павел Нахайовский - Францишек Охманьский - Бронислав Полторжицкий                                                                 | - Адам Рапацкий - Бронислава Жителевская - Францишек Савчик - Вацлав Шайер - Ян Скрушевич - Станислав Стахач - Зофья Старос                                                                                   | - Людомир Стасяк - Станислав Толвиньский - Зофья Васильковская - Витольд Захаревич |
| Воеводская депутатская группа Гданьского воеводства | | | |
| | | | |
| - Антоний Бигус - Ромуальд Цебертович - Леон Хайн - Станислав Габриль | - Стефан Ендриховский - Францишек Круликевич - Юлианна Лесьняк - Францишек Муравский | - Мечислав Попель - Станислав Радкевич - Станислав Солдек - Здзислав Студзиньский | - Станислав Тессейр - Ян Труш - Мечислав Венгровский - Чеслав Выцех |
| Воеводская депутатская группа Келецкого воеводства | | | |
| | | | |
| - Казимеж Банах - Хилари Хельховский - Хенрик Чайка - Шимон Дульный - Ян Франковский - Каролина Гжегорчик - Юлиан Хохфельд                                                                                | - Мечислав Хоффманн - Пётр Ярошевич - Станислав Козубский - Станислав Лапот - Антоний Мацеевский - Станислав Малолепший - Антоний Матла                                                                                 | - Зыгмунт Москва - Ванда Наврот - Юзеф Нога - Юзеф Озга-Михальский - Хенрик Папиньский - Станислав Павляк - Ежи Путрамент                                                                                     | - Юзеф Семенец - Ян Стельмах - Юзеф Шыдло - Пётр Томасик - Анджей Верблан - Августин Вятр - Владислав Вильчиньский                                                                                   |
| Воеводская депутатская группа Кошалинского воеводства | | | |
| | | | |
| - Мацей Эльчевский - Тадеуш Янчик - Хелена Яворская | - Зофья Кулиньская - Вацлав Левиковский | - Зофья Лашковская - Станислав Пингельский | - Казимеж Рынкевич - Кристина Трепа |
| Воеводская депутатская группа Краковского воеводства | | | |
| | | | |
| - Витольд Бернавский - Владислав Бжеговый - Тадеуш Бульван - Якуб Худоба - Станислав Цесьляк - Юзеф Циранкевич - Болеслав Дробнер - Владислава Гут - Мария Искра                                          | - Юзеф Карвета - Болеслав Кеневич - Роман Косёровский - Ядвига Козловская - Анна Кжыжак - Ядвига Лекчиньская - Станислав Малик - Теодор Мархлевский - Луцян Мотыка                                                      | - Тадеуш Мругач - Алисия Мусялова-Афанасьева - Малгожата Новицкая - Ежи Прыма - Ян Пыпець - Влодзимеж Речек - Болеслав Руминьский - Станислав Скжешевский - Ян Шкоп                                           | - Анеля Томяк - Ян Виктор - Станислав Войцеховский - Виктор Вожняк - Зенон Врублевский - Казимеж Выка - Зофья Земанек - Ольга Звежына-Хора                                                           |
| Воеводская депутатская группа Люблинского воеводства | | | |
| | | | |
| - Станислав Бенек - Юзеф Бень - Юзеф Чапский - Юзеф Дехник - Казимеж Глембский - Францишек Юзвяк - Юзеф Калиновский                                                                                       | - Ромуальд Киселевский - Ян Клеха - Янина Мазур - Станислав Мазур - Антоний Митура - Стефан Мровицкий - Хелена Пасерб                                                                                                   | - Ежи Попко - Мария Пухнач - Павел Рыбка - Станислав Ситек - Францишек Стопа - Болеслав Стружек - Хенрик Сьвёнтковский                                                                                        | - Ян Венде - Анджей Войтковский - Владислав Волчко - Альфред Травиньский - Ян Замецкий - Ольга Жебрунь                                                                                               |
| Воеводская депутатская группа Лодзинского воеводства | | | |
| | | | |
| - Винценты Барановский - Кароль Бонковский - Целина Будзиньская - Клементина Хжановская - Адам Долиньский - Мария Домагальская - Чеслав Домагала                                                          | - Юлиан Хородецкий - Стефан Игнар - Виктория Кипигрох - Владислав Ковальский - Зыгмунт Кживаньский - Эугениуш Квятек - Мариан Минор                                                                                     | - Мариан Мрувчиньский - Мария Олейничак - Ядвига Правдицова - Владислав Рогут - Луциан Рудницкий - Эугениуш Ставиньский - Томаш Сущиньский                                                                    | - Анна Шадковская - Владислав Валенский - Хенрик Вянчек - Юзеф Збуднёвек |
| Воеводская депутатская группа Олштынского воеводства | | | |
| | | | |
| - Казимеж Дубовский - Вацлав Гуминьский - Ян Александер Круль | - Станислав Крупа - Юлиуш Малевский - Юзеф Пискорский | - Ян Рабановский - Август Рогала - Ян Роткевич | - Герард Скок - Эдвард Туровский - Павел Вояс |
| Воеводская депутатская группа Опольского воеводства | | | |
| | | | |
| - Юзеф Барон - Станислав Хлебда - Тадеуш Дитрих - Остап Длуский | - Владислав Грабовский - Ян Корнек - Антоний Малавский - Ян Мрохень | - Роман Новак - Кароль Пордзик - Теофиль Соха - Тадеуш Вечорек | - Павел Вошек - Зофья Томчик |
| Воеводская депутатская группа Познанского воеводства | | | |
| | | | |
| - Вацлав Барциковский - Ян Домб-Коцёл - Зофья Дембиньская - Ян Добрачиньский - Мария Дота - Владислав Халабурда - Виктория Хетманьская - Ярослав Ивашкевич - Ян Изидорчик                                 | - Эдвард Януховский - Леон Янчак - Ян Кай - Адольф Кита - Юзефа Косьцеляк - Ян Крульский - Ян Кульский - Станислав Липиньский - Станислав Мазур                                                                         | - Ежи Моравский - Владислав Найдек - Мариан Новацкий - Юзеф Пепжик - Юзеф Попеляс - Эдмунд Пщулковский - Стефан Ратайчак - Александер Розмярек - Игнаций Сковроньский                                         | - Леон Стасяк - Всеволод Стражевский - Михал Шарох - Щепан Щеньовский - Ирена Штахельская - Юзеф Тазбир - Хелена Вечорек - Юзеф Высоцкий - Стефан Жолкевский                                         |
| Воеводская депутатская группа Жешувского воеводства | | | |
| | | | |
| - Константы Домбровский - Ирена Доманьская - Ян Думановский - Павел Хоффман - Владислав Ягуштын - Мария Яроховская                                                                                        | - Войцех Косиба - Леон Кручковский - Аркадиуш Лашевич - Хелена Михалевич - Антоний Немец - Станислав Опалко | - Мариан Озга - Пётр Пацош - Хелена Пастернак - Вацлав Рузга - Влодзимеж Щепаник - Пётр Сьветлик | - Станислав Ткачёв - Юлиан Токарский - Валенты Томака - Станислав Вайс - Роман Замбровский - Станислав Згурский                                                                                      |
| Воеводская депутатская группа Сталиногрудского воеводства | | | |
| | | | |
| - Францишек Апрыас - Стефан Баторский - Алоизий Билко - Щепан Блаут - Ежи Бордзиловский - Владислав Божек - Пётр Бжузка - Бернард Бугдол - Барбара Бульская - Алисия Хмура - Эдвард Хромый - Мария Цыкман | - Мариан Червиньский - Янина Дзядек - Эдвард Герек - Доминик Хородыньский - Мария Ящукова - Стефан Калиновский - Мариан Карасиньский - Юзеф Кещиньский - Виктор Клосевич - Павел Коцот - Юзеф Кошутский - Хенрик Коволь | - Юзеф Кжиштофик - Ежи Лямузга - Ядвига Левецкая - Станислав Мациньский - Виктор Маркефка - Владислав Матвин - Хилари Минц - Анджей Мисяшек - Густав Морцинек - Кароль Москва - Рышард Нешпорек - Зенон Новак | - Эдвард Охаб - Владислав Олесь - Юзеф Ольшевский - Эугения Прагерова - Станислав Шершень - Эугениуш Шыр - Кароль Вадула - Юзеф Валичек - Францишек Ванёлка - Александр Завадский - Кейстут Жемайтис |
| Воеводская депутатская группа Щецинского воеводства | | | |
| | | | |
| - Ежи Анджеевский - Миколай Дахув - Ольга Дубик | - Ян Яблоньский - Владислав Корчиц | - Пелагия Левиньская - Эдмунд Османьчик | - Владислав Спыхальский - Войцех Волькевич |
| Воеводская депутатская группа Варшавского воеводства | | | |
| | | | |
| - Янина Бальцежак - Войцех Бридзиньский - Хелена Бочек - Янина Цабай - Винценты Хабура - Янина Хмелевская - Ян Доманьский - Игор Дзячковский - Францишек Дзенцёл                                          | - Михал Гвяздович - Вацлав Яниковский - Ванда Ярмулович-Поднесиньская - Мариан Яворский - Станислава Йодловская - Хонората Юркова - Леон Касман - Владислав Катушевский - Хенрик Коротыньский                           | - Евстахий Курочко - Владислав Лоньчиньский - Константы Любеньский - Леонард Малецкий - Стефан Матушевский - Владислав Навадуньский - Адольф Овчарчик - Шимон Петжак - Мария Стельмах                         | - Рышард Стжелецкий - Мечислав Ружаньский - Мариан Рыбицкий - Вацлав Сьливиньский - Ежи Телига - Валенты Титков - Эдмунд Томашевский - Аполинарий Войцеховский - Мечислав Высоцкий                   |
| Воеводская депутатская группа Вроцлавского воеводства | | | |
| | | | |
| - Юзеф Хаба - Болеслав Фетко - Ян Гавелко - Витольд Яросиньский - Александер Юшкевич - Адам Кевич - Ян Киевский - Юзеф Кились                                                                             | - Станислав Ковальчик - Станислав Кульчинский - Антоний Кулиговский - Францишек Мазур - Эдвард Мишкурка - Зенон Млоткевич - Станислав Новоцень - Роман Пётровский                                                       | - Ирена Пивоварская - Станислав Поплавский - Янина Пылка - Ян Рустецкий - Михал Рысиньский - Тадеуш Рек - Ян Сендек - Болеслав Синицкий                                                                       | - Амелия Щерба - Анна Тарневич - Тадеуш Точек - Казимеж Виташевский - Владислав Водзиньский - Тадеуш Заставник                                                                                       |
| Воеводская депутатская группа Зеленогурского воеводства | | | |
| | | | |
| - Францишек Банасик - Францишек Дембовский - Ежи Феликсяк | - Станислав Януш - Станислав Калишевский - Зофья Кренцивильк | - Феликс Лёрек - Станислав Мозоль - Мариан Нашковский | - Анджей Точек |

## Депутаты, мандат которых был прекращён во время каденции (12 депутатов)
| Депутат              | Депутат            | Дата прекращения мандата | Причина                | Замещающий               | Замещающий     |
| -------------------- | ------------------ | ------------------------ | ---------------------- | ------------------------ | -------------- |
|                      | Дорота Клушиньская | 22 ноября 1952           | смерть                 |                          | Мария Стельмах |
| Хенрик Колодзейский  | 18 апреля 1953     | смерть                   | Ядвига Козловская      |                          |                |
| Мариан Ставецкий     | 9 сентября 1953    | отказ от мандата         | Владислав Вильчиньский |                          |                |
| Юзеф Нецько          | 20 ноября 1953     | смерть                   | Юзеф Чапский           |                          |                |
| Зыгмунт Модзелевский | 18 июня 1954       | смерть                   | Владислав Олесь        |                          |                |
| Зофья Налковская     | 17 декабря 1954    | смерть                   | Ян Корнек              |                          |                |
| Гжегож Биль          | 17 марта 1955      | смерть                   | Юзеф Шыдло             |                          |                |
| Бронислав Маркс      | 24 сентября 1955   | смерть                   | Эугениуш Куявский      |                          |                |
| Станислав Ковальчик  | 5 октября 1955     | отказ от мандата         | Хенрик Вянчек          |                          |                |
| Болеслав Берут       | 12 марта 1956      | смерть                   | Роман Шыманьский       |                          |                |
| Ян Стахура           | 18 июня 1956       | смерть                   | Войцех Волькевич       |                          |                |
| Адам Полёвка         | 2 октября 1956     | смерть                   |                        | мандат остался вакантным |                |

## Комментарии
1. 1 2 3  Присяга 23 апреля 1956.
2. 1 2 3 4 5 6 7 8 9 10 11 12  Присяга 25 апреля 1953.
3. 1 2 3 4  Присяга 18 декабря 1953.
4. 1 2  Присяга 17 марта 1955.
5. 1 2  Присяга 26 апреля 1953.
6. ↑  Присяга 24 сентября 1954.
7. ↑  Присяга 5 сентября 1956.
8. ↑  Умерла до принятия присяги.